# 云中行走
是一部於2015年上映的美國傳記劇情電影，由羅勃·辛密克斯執導，並與克里斯托弗·布朗共同編劇。劇情改編自法國走鋼索表演家菲利普·珀蒂於1974年8月7日挑戰行走紐約世界貿易中心雙子塔的真人真事。喬瑟夫·高登-李維、班·金斯利、詹姆斯·拜芝·戴爾、班·施瓦茨和夏綠蒂·羅蘋主演。2015年10月2日美國由三星電影公司發行上映，台灣由索尼影業發行。它也是第28届东京国际电影节的开幕影片。

## 劇情
故事敘述菲利普·珀蒂從小就愛上走鋼索特技。但因不獲家人支持而離家，後來成為街頭表演者。一次表演途中，他因為誤食一位觀眾所給的硬糖果而弄傷牙齒。在牙醫診所等待的期間，他無意看見雜誌上刊登美國打算在紐約建造世界第一高樓（當時的世界第一）世貿貿易中心時，就興奮莫名暗許心願，打算成為在世界第一高空走鋼索的人。因為世貿雙塔不僅是世界第一高樓，同時南塔北塔的設計，簡直是走鋼索表演的完美組合。他把這件事情告訴同為街頭表演者的安妮並獲得她的支持。在經過許多訓練與挫折，他義無反顧地在雙塔的南塔完工前前往美國紐約，並在安妮、師傅「盧迪爸爸」和其他同伴的協助下展開他秘密安裝鋼索的工作。

## 角色
| 演员             | 角色             |
| 喬瑟夫·高登-李維 | Philippe Petit   |
| 夏洛特·萊本      | Annie Allix      |
| 班·金斯利        | Papa Rudy        |
| 詹姆斯·拜芝·戴爾 | Jean Pierre      |
| 班·施瓦茨        | Albert           |
| 史蒂夫·聖瓦倫丁  | Barry Greenhouse |
| 克雷蒙·史包尼    | Jean Louis       |

## 制作
2014年5月26日在加拿大蒙特婁開拍，同年8月6日殺青。
在香港以及其他海外地区上映IMAX 3D版本，在中国以3D、中国巨幕3D格式上映。

## 反响

### 專業評價
爛番茄新鮮度85%，基於234條評論，平均分為7.2/10，而在Metacritic上得到70分，IMDB上得7.4分，大獲好評。

### 票房
北美首周末在448家IMAX影院点映收入155万美元。中国大陆首周3天获得4450万人民币列第五位，最终累计9082.2万。

## 外部連結
- AllMovie上《走鋼索的人》的资料（英文）
- 互联网电影数据库（IMDb）上《The Walk》的资料（英文）
- Box Office Mojo上《走鋼索的人》的資料（英文）
- 爛番茄上《The Walk》的資料（英文）
- Metacritic上《The Walk》的資料（英文）
- Yahoo奇摩電影上《云中行走》的資料（繁體中文）
- 《走鋼索的人 （页面存档备份，存于）》在香港雅虎的電影頁面（繁體中文）
- 開眼電影網上《云中行走》的資料（繁體中文）
- 时光网上《云中行走》的資料（简体中文）
- 豆瓣电影上《云中行走》的資料 （简体中文）